# Photoscotosia annubilata
Photoscotosia annubilata là một loài bướm đêm trong họ Geometridae.